# Palacio Rusticucci-Accoramboni

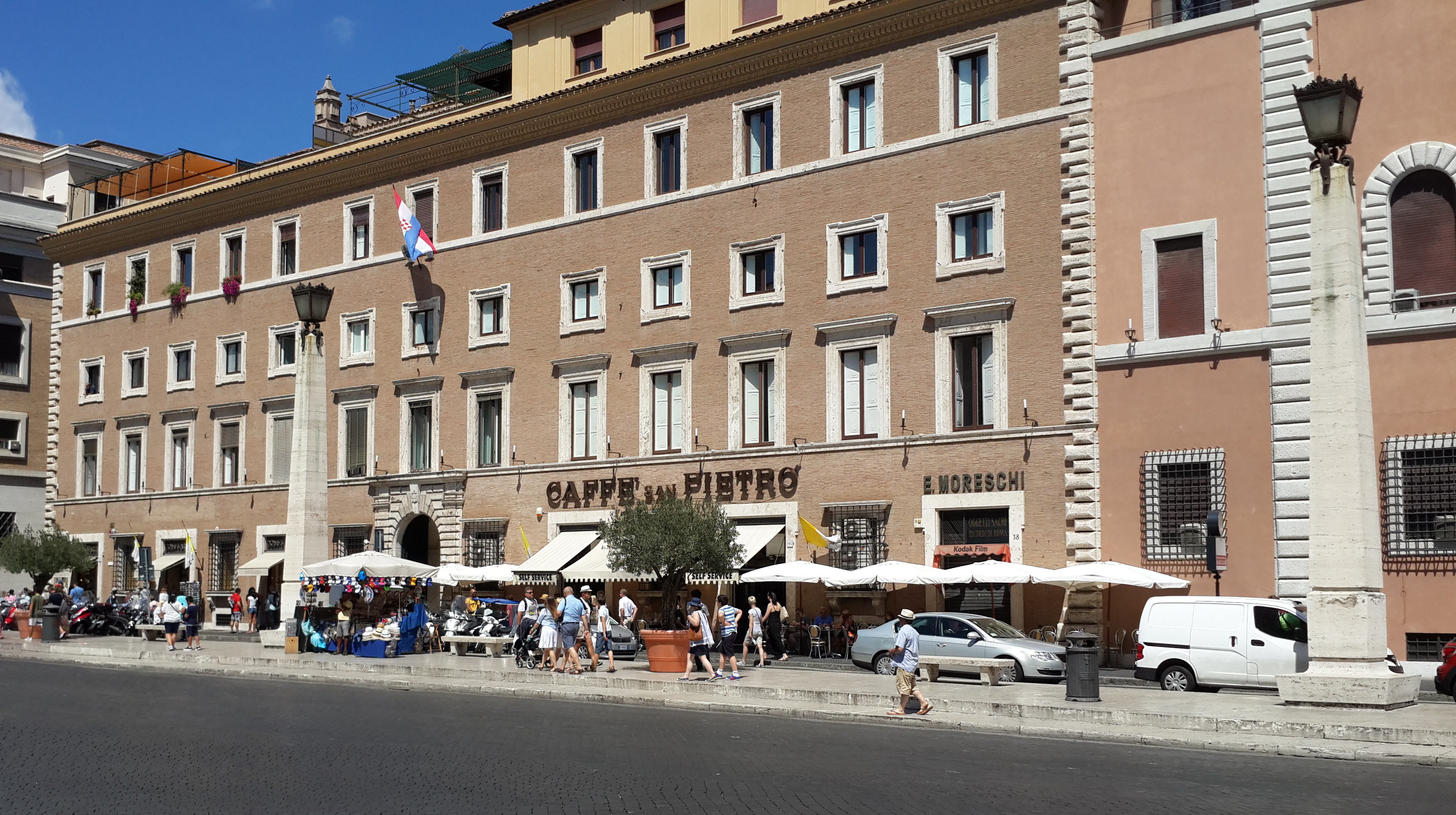
La fachada principal del edificio a lo largo de Via della Conciliazione

El palacio Rusticucci-Accoramboni (también conocido como palacio Rusticucci o palacio Accoramboni) es un palacio renacentista tardío reconstruido en Roma (Italaia). Erigido por voluntad del cardenal Girolamo Rusticucci, fue diseñado por Domenico Fontana y Carlo Maderno uniendo varios edificios ya existentes. Debido a eso, el edificio no fue considerado un buen ejemplo de arquitectura. Ubicado originalmente a lo largo del lado norte de la calle Borgo Nuovo, después de 1667 daba al lado norte de la gran plaza nueva ubicada al oeste de la nueva Plaza de San Pedro, diseñada en esos años por Gian Lorenzo Bernini. La plaza se llamó plaza Rusticucci por el palacio y fue demolida entre 1937 y 1940 para abrir paso a la Via della Conciliazione. En 1940 el palacio fue desmantelado y reconstruido con una huella diferente a lo largo del lado norte de la nueva avenida, construida entre 1936 y 1950, que une la Basílica de San Pedro y la Ciudad del Vaticano con el centro de la ciudad.

## Ubicación

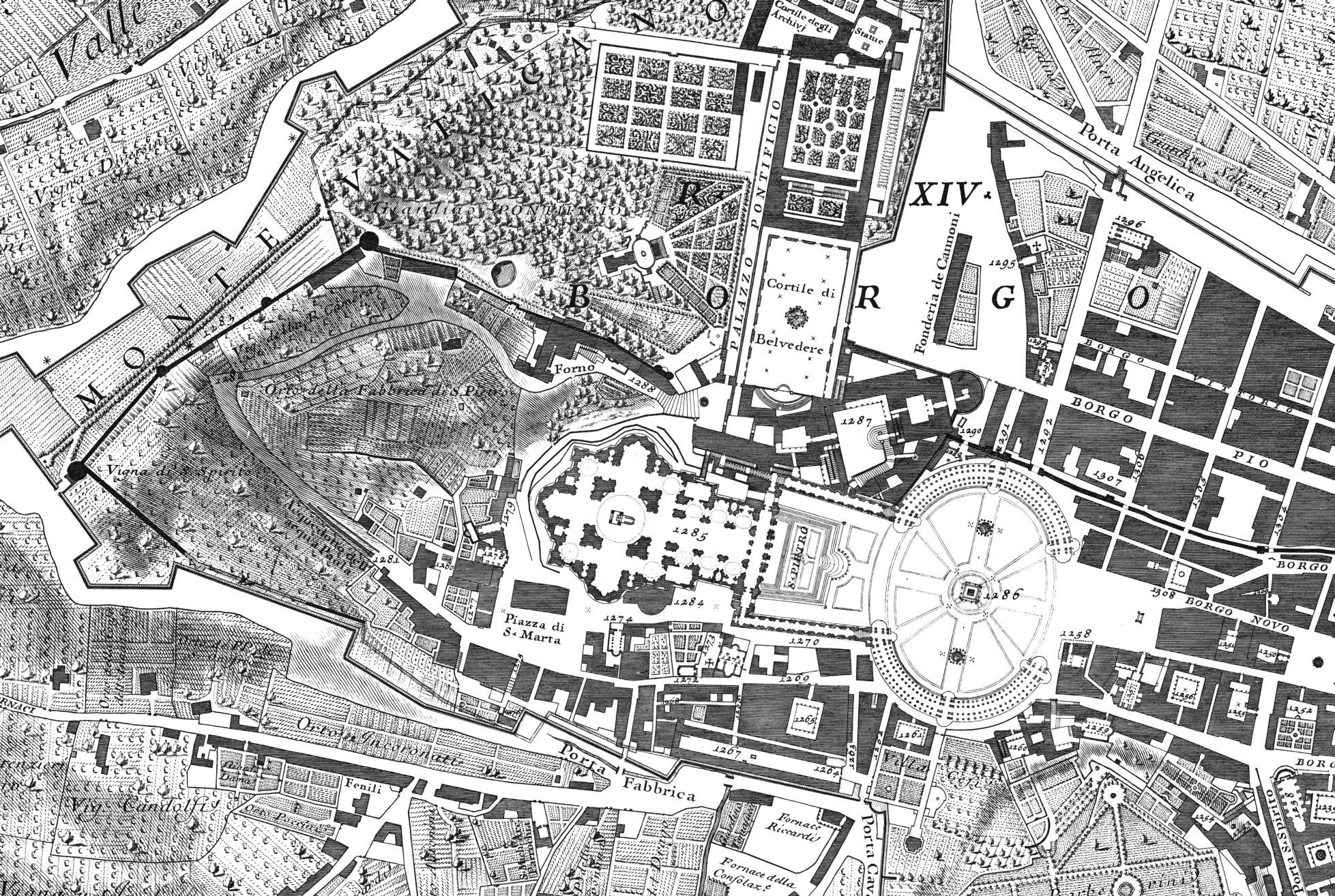
Posición original del palacio Rusticucci (n. 1308), el segundo edificio al este de la columnata norte de San Pedro, de Nuova Topografia di Roma de Giambattista Nolli (1748)

El palacio está ubicado en el rione Borgo a lo largo del lado norte de la avenida Via della Conciliazione, con su fachada orientada al sur. Pertenece al mismo bloque que el Palacio de la Congregación para las Iglesias Orientales, otro edificio renacentista demolido a fines de la década de 1930 y reconstruido en la de 1940 al este. Al oeste, Via Rusticucci la separa del norte de Propileos, delimitando la plaza Pio XII (que ocupa aproximadamente el mismo área que la antigua plaza Rusticucci) y frente a la plaza de San Pedro. El lado norte del edificio limita con otros dos edificios renacentistas reconstruidos de Borgo: el palacio Jacopo da Brescia y la casa del médico de Pablo III.

## Historia

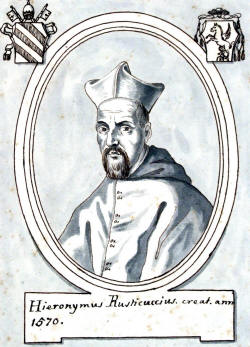
Cardenal Girolamo Rusticucci, primer propietario del palacio

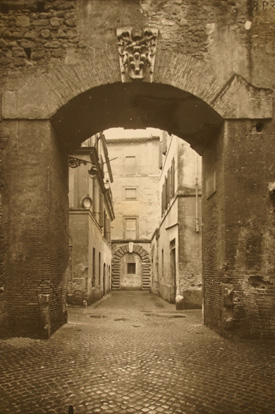
La parte trasera del palacio Rusticucci (el edificio al fondo con el portal rústico) visto desde Vicolo del Farinone, con el Passetto di Borgo en primer plano, antes de la demolición del barrio (hacia 1930). El escudo de armas sobre el arco pertenece al papa Pío V Medici (r. 1566-1572)

Girolamo Rusticucci, secretario del papa Pío V (r. 1566-1572), quien en 1570 lo nombró cardenal de Santa Susanna, compró un palacio casi al final de la Via Alessandrina (el camino más tarde llamado Borgo Nuovo) en Borgo el 31 de marzo de 1572. Este edificio, una vez propiedad de Roberto Strozzi (exponente de la familia de banqueros de Florencia ), había sido vendido en 1567 al papa Pío V, quien lo donó inmediatamente a su sobrino Paolo Ghislieri. Ghislieri se la vendió al cardenal cinco años después con la aprobación del papa. Para ampliar su edificio, Rusticucci también compró varias casas cercanas.
La negociación de venta no siempre terminó con éxito: una anciana se negó a vender su casa, lo que obligó al arquitecto a engullirla en el palacio ampliado. Sin embargo, la mujer y sus herederos pudieron vivir allí hasta que lo vendieron al dueño del "Caffè San Pietro", una de las cafeterías más antiguas de la ciudad. La obstinada oposición de otro propietario obligó al cardenal a renunciar a ampliar el edificio hacia el este hasta Borgo Sant'Angelo, aunque las obras ya habían comenzado. Un poderoso rusticado angular erigido en la esquina entre Borgo Sant'Angelo y Borgo Nuovo atestigua hasta 1937 sobre la intención de Rusticucci.
Pasaron varios años después de la adquisición del palacio de Ghislieri, hasta que en 1584 Rusticucci encargó al arquitecto Domenico Fontana el diseño de un palacio más grande. Tras el traslado de Fontana a Nápoles quien, tras la muerte de Sixto V (r. 1585-1590) y el breve intermezzo de Inocencio IX (r. Oct. -Dic. 1591), no pudo ganar el favor del papa Clemente VIII (r. 1592-1605), la tarea fue completada por su sobrino Carlo Maderno.
También vale la pena señalar que a principios del siglo XVI una de las casas anteriores al palacio albergaba una osteria. A fines de la década de 1510, Rafael, en ese momento pintando las logias del Vaticano, a menudo almorzaba junto con sus ayudantes en una habitación trasera de ese restaurante. Los artistas a menudo discutían problemas de trabajo durante el almuerzo, dibujando diferentes soluciones en las paredes de la sala. Cuando se construyó el palacio, la osteria permaneció en su lugar, y los propietarios siempre cuidaron las paredes de esa habitación a lo largo de los años.
Alrededor de 1630 el palacio albergó por un breve tiempo el Collegio Nazareno, una de las escuelas más antiguas de Roma, fundada en esos años por Joseph Calasanz, y actualmente en Via del Bufalo, en Trevi rione.
Posteriormente, los herederos de Rusticucci vendieron el edificio a Mario Accoramboni, miembro de una familia de menor nobleza que había emigrado de la ciudad umbría de Gubbio a Roma. Exponentes de la familia adquirieron un alto rango en la iglesia y en la ciudad: Ottavio fue obispo de Fossombrone y Urbino, Roberto vicelegato en Ferrara, y durante la epidemia de 1657, el dueño del palacio, Roberto Accoramboni, recibió la tarea (personalmente dada por el papa Alejandro VII ) de defender a Borgo de la peste.
En 1667, la construcción de las columnatas de la plaza de San Pedro por parte de Gian Lorenzo Bernini hizo necesario demoler el último bloque de casas ("isola") frente a la nueva plaza, situada entre las calles de Borgo Vecchio y Borgo Nuovo: esta manzana recibió el nombre de "isola del Priorato", ya que uno de sus edificios albergaba el Priorato de la Orden de Malta. La demolición creó una gran plaza nueva, que fue delimitada en el lado norte por el Palacio Rusticucci. Esta plaza, que representa el vestíbulo de la plaza de San Pedro, tomó su nombre del edificio. En 1775 en una tienda en la planta baja se fundó el "Caffè San Pietro", uno de los Cafés más antiguos de Roma.

### Edad Moderna
El 4 de marzo de 1902 el palacio se convirtió en la sede del Instituto Histórico Belga, y poco tiempo después fue adquirido por la Congregación de Propaganda Fide. En 1940, con motivo de la construcción de la Via della Conciliazione, fue demolido y parcialmente reconstruido en el mismo año con diseño de Clemente Busiri Vici, exponente de una dinastía romana de arquitectos.
A través de los decretos de expropiación, se conocen las actividades comerciales en el palacio: en 1937, dos tiendas estaban activas a lo largo de Piazza Rusticucci vendiendo artículos religiosos: además, la planta baja del edificio albergaba un estanco, una panadería, una pastelería y un restaurante.
La panadería era originalmente la mencionada osteria donde Rafael había pintado sus bocetos. Hacia mediados del siglo XIX, un zuavo papal fue asesinado en ese restaurante, que fue cerrado por las autoridades como resultado. Cuando la tienda fue reabierta varios años después de la toma de Roma el 20 de septiembre de 1870, albergando primero una pizzería, luego la panadería antes mencionada, se renovaron las habitaciones y se perdieron todos los bocetos.

## Descripción

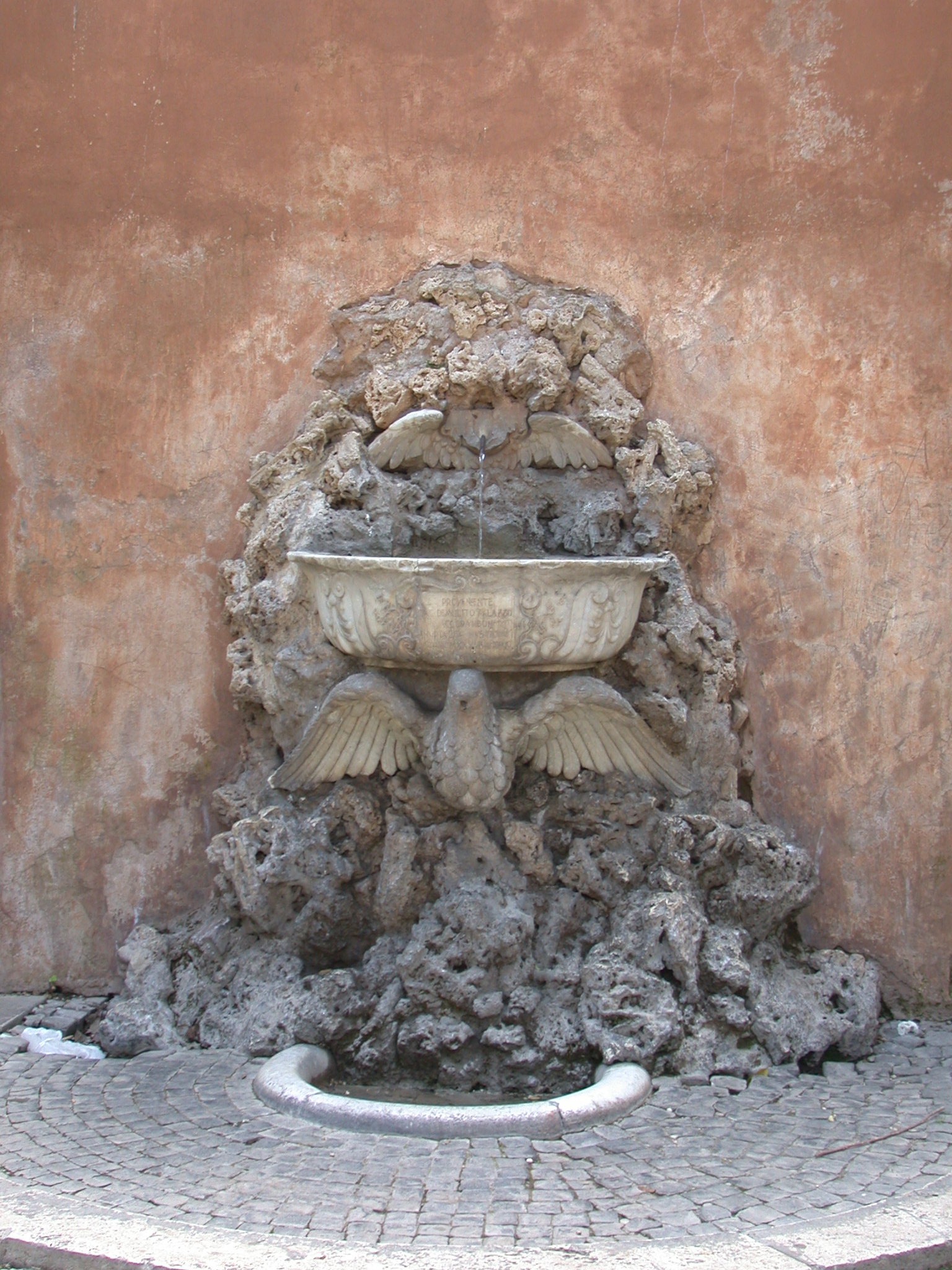
Fuente de palacio Rusticucci, ahora conservada en el jardín de Sant'Alessio

El edificio original tenía una perspectiva armoniosa y sin adornos, conocido a través del plano de Roma de Antonio Tempesta publicado en 1593, publicado cuando el palacio estaba recién terminado, con diecisiete ventanas y tres pisos. La fachada a lo largo de Via Alessandrina se asemeja a las de los edificios coetáneos, como el Palacio Ruspoli, construido en Via del Corso por Bartolomeo Ammannati. Resultado de la unión de varias casas pequeñas, el edificio fue muy largo, especialmente después de la adición de otra ala en el extremo oeste, a lo largo de Via del Mascherino, sesenta años después de la muerte de Rusticucci en 1603. Después de esta adición, el palacio fue descrito unánimemente por los guías de la ciudad coetánea como "falto de gracia". Su frente principal tenía un aspecto monótono y modesto: medía 83,35 m de largo, con 3 pisos y un entrepiso, 22 ventanas y un portal rústico. Su área cubría 2700 m². A la derecha de la entrada se encuentra un patio rectangular de tres órdenes, dórico, jónico y corintio. En el lado opuesto había un patio cuadrado más pequeño, rodeado por un pórtico con serliana.
El edificio reconstruido es más corto, con solo 13 ventanas a lo largo de su fachada, que muestra ladrillos a la vista. Los dos patios han sido reconstruidos, mientras que las cornisas de las ventanas y el portal provienen del edificio original. El palacio a día de hoy (2016) todavía alberga el Caffè San Pietro, que tiene su sede aquí desde su creación.
Una fuente erigida en el patio del palacio se ha trasladado al jardín que se encuentra entre la iglesia de S. Alessio y la de Santa Sabina en el monte Aventino.